# Schurft (planten)

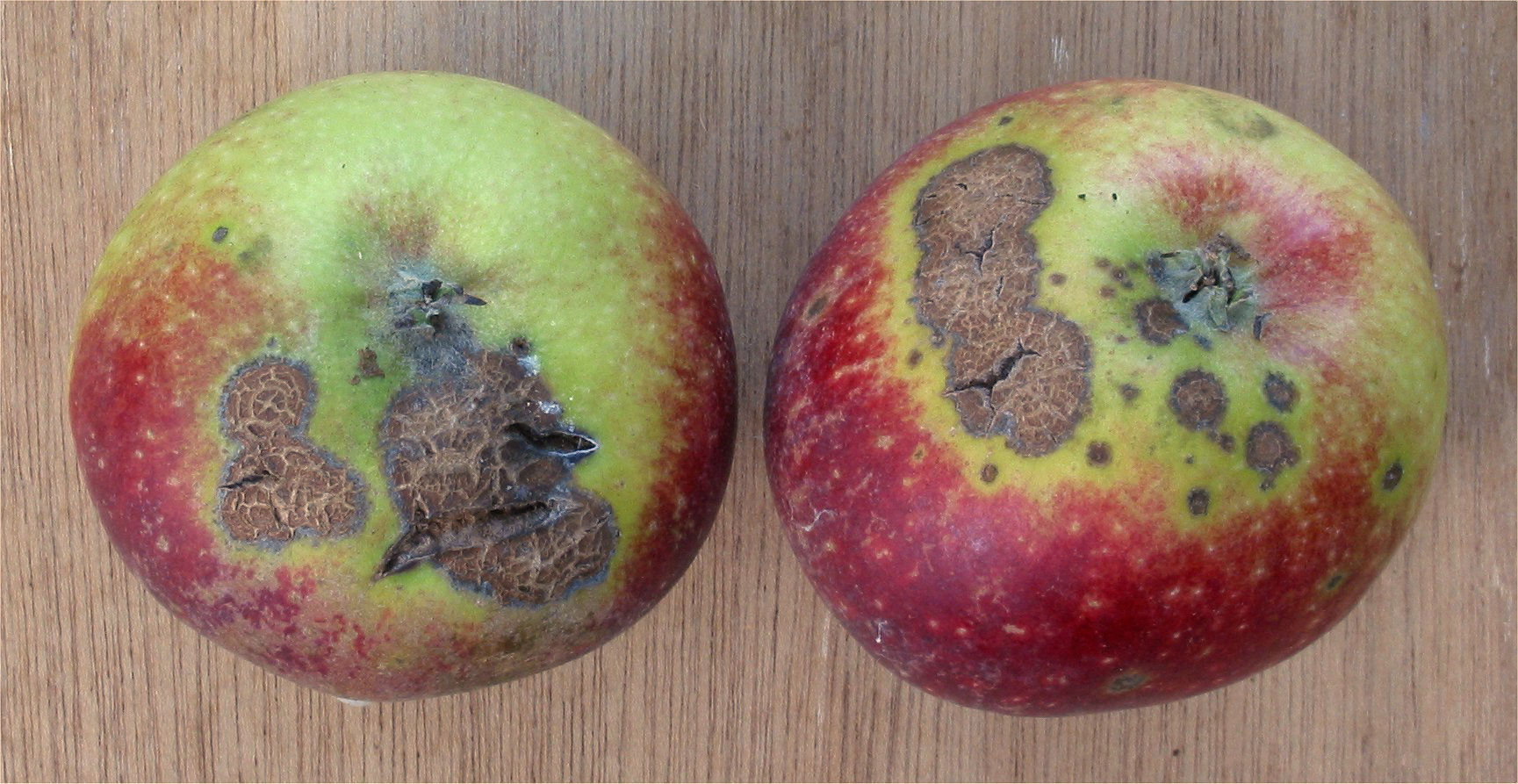
Schurftaantasting op appelras 'Schone van Boskoop'

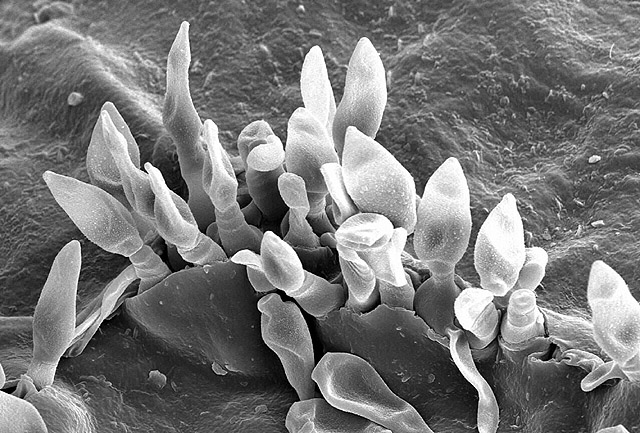
Schurftsporen op het blad van een crabappel

Schurft is bij planten een schimmelziekte. Verschillende plantensoorten kunnen door schurft aangetast worden. Zo heeft de appel veel last van blad- en takschurft (Venturia inaequalis), waardoor vroegtijdige bladval en vruchtverruwing kan optreden en de peer van blad- en takschurft veroorzaakt door Venturia pirina.
Schurft kan de plant pas aantasten als het blad voldoende lang nat is, de zogenaamde bladnatperiode. Dit komt doordat de vrijgekomen schimmelsporen (ascosporen) voor het kiemen voldoende vocht nodig hebben. De waarschuwingssystemen, die aangeven wanneer er tegen schurft gespoten moet worden, hebben dan ook de bladnatperiode als basis. Daarnaast is de temperatuur belangrijk.
Relatie tussen bladnatperiode en temperatuur.
 Voorbeeld: bij 1 °C treedt er alleen infectie op als het blad 37 uur nat is, enzovoort.
| Temperatuur (°C) | Uren |
| ---------------- | ---- |
| 1                | 37   |
| 2                | 32,5 |
| 3                | 32   |
| 4                | 29   |
| 5                | 21   |
| 6                | 18   |
| 7                | 15   |
| 8                | 13   |
| 9                | 12   |
| 10               | 11   |
| 11               | 9    |
| 12               | 8    |
| 13               | 8    |
| 14               | 7    |
| 15               | 7    |
| 16 - 24          | 6    |
| 25               | 8    |
| 26               | 11   |